# Donja Šatornja
Donja Šatornja (cyr. Доња Шаторња) – wieś w Serbii, w okręgu szumadijskim, w gminie Topola. W 2011 roku liczyła 690 mieszkańców.